# 庄寨水库
庄寨水库是中国云南省红河哈尼族彝族自治州蒙自市境内的一座水库，位于北溪河上，建于1958年。水库正常库容为1438万立方米，集雨面积为78平方千米，海拔为1627.55米。